# Lecanoropsis
Lecanoropsis is een geslacht van korstmossen dat behoort tot de orde Lecanorales van de ascomyceten. 

## Soorten
Volgens Index Fungorum telt het geslacht twee soorten (peildatum februari 2023):
| Soortnaam             | Auteur(s)                                | Publicatiejaar |
| --------------------- | ---------------------------------------- | -------------- |
| Lecanoropsis anopta   | (Nyl.) S.Y. Kondr., Lőkös & Farkas       | 2019           |
| Lecanoropsis mcleanii | (C.W. Dodge) S.Y. Kondr., Lőkös & Farkas | 2019           |